# Электроника Б3-32

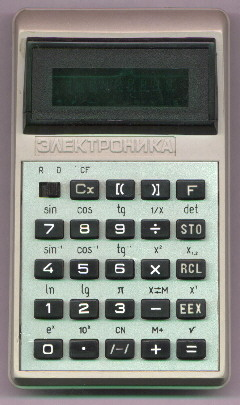
Фотография калькулятора

Электроника Б3-32 — инженерный микрокалькулятор, выпускавшийся в СССР в начале 1980-х годов. Имел цену 65 рублей (в 1983 году).
Калькулятор выполняет простые арифметические функции, позволяет работать со скобками, плавающей запятой. Также имеет возможность выполнения тригонометрический функций, логарифмов, антилогарифмов, вычисления квадратного корня, возведения в степень, извлечение константы Пи.
Особенностью калькулятора является возможность вычисления детерминантов матриц 2×2 и корней квадратного уравнения.
Все надписи на клавишах выполнены на английском языке. Например клавиша ввода числа в память обозначалась не «П», а «STO», вывода числа из памяти «RCL».
На этой же микросхеме процессора впоследствии были выпущены модели калькуляторов: «Электроника МКШ-2», «Электроника МКШ-2М», «Электроника МКУ-1», «Электроника МКУ-1-1», «Элкан-01».

## Внешний вид
Микрокалькулятор Электроника Б3-32 имеет прямоугольную форму. Передняя панель из пластика, белого или жёлтого цвета, с прямоугольной вставкой из алюминия на которой обозначены функции, активирующиеся после нажатия клавиши «F» и обозначения над переключателем.
Вверху передней панели имеется дисплей со светофильтром зелёного цвета. По дизайну Б3-32 идентичен микрокалькулятору «Электроника Б3-14».
Задняя панель микрокалькулятора чёрного цвета имеет прямоугольный отсек для установки батарей в устройство. Выше отверстия имеется место для обозначения заводского номера, даты выпуска устройства, знака качества. Ниже обозначается модель устройства и имеется надпись «СДЕЛАНО В СССР».
На верхнем торце калькулятора имеется переключатель питания «ВКЛ-ВЫКЛ» и отверстие для разъёма блока питания.

## Характеристики
- Экран: Вакуумно-люминесцентный индикатор ИВ-28Б. Имеет 19 контактных ножек, припаянных к плате.
- Процессор: К145ИК1301.
- Питание: три батареи типа «АА» или блок питания.
- Клавиатура: 24 клавиши и переключатель «R-D».
- Материалы изготовления корпуса: пластик, алюминий.[источник не указан 2851 день]